# Frances Roeloffs
Frances Roeloffs – australijska judoczka.
Srebrna medalistka mistrzostw Oceanii w 1979 roku.